# Тева (квартал на Перник)
Тева е квартал на град Перник.

## Общи данни
Намира се в северните части на града, в близост до квартал Стара Тева. Състои се от 100 жилищни блока. В квартала работи основно училище „Св. Константин Кирил Философ“. Тева е най-новият квартал в град Перник.

## Редовни събития
На 11 май се провежда ежегоден събор на квартал Тева.